# الیوت بنیون
الیوت بنیون (انگلیسی: Elliot Benyon؛ زادهٔ ۲۹ اوت ۱۹۸۷) بازیکن فوتبال اهل بریتانیا است.
از باشگاه‌هایی که در آن بازی کرده‌است می‌توان به باشگاه فوتبال هیز و یدینگ یونایتد، باشگاه فوتبال کراولی تاون، باشگاه فوتبال سوئیندون تاون، باشگاه فوتبال تورکی یونایتد، باشگاه فوتبال ساوتند یونایتد، باشگاه فوتبال بریستول سیتی، باشگاه فوتبال وایکام واندررز، و باشگاه فوتبال سنت آلبنز سیتی اشاره کرد.